# Skanzen Rochus
Skanzen Rochus je součástí přírodně a kulturně historického areálu Park Rochus, který se nachází v Uherském Hradišti, městská část Mařatice a Jarošov. V současnosti je to nejmladší etnografické muzeum v přírodě v České republice.
Obecně prospěšná společnost Park Rochus byla založena v roce 2010 městem Uherské Hradiště a společností SYNOT za strategickým účelem revitalizace bývalého vojenského cvičiště i přilehlých částí krajiny.
Přírodní a kulturně-historický areál Park Rochus spolu s územím přilehlých vinohradů nabízí vyhlídkový turistický okruh, možnosti procházek, rodinných výletů i prohlídku s průvodci. Nabízí se zde výhled na Středomoravské Karpaty – Chřiby a pro ně typické trojvrší – vrch Buchlov, kde se nachází stejnojmenný středověký hrad, vrch Modla s kaplí sv. Barbory a Holý kopec. Lze také prohlížet starobylé kulturní památky – poutní kaple svatého Rocha ve středu areálu Park Rochus a měšťanské vinné sklepy ve Vinohradské ulici, z nichž nejstarší je z roku 1737.
Pořádají se zde kulturní akce spojené s hospodářským rokem – tradiční masopust, na Slovácku nazývaný fašank, Velikonoce, stavění máje, otevírání pastvin, žně, pouť, advent a Vánoce, nebo Štěpánské koledování. V přírodním areálu jsou vysázené sady starých ovocných odrůd, typické pro tuto oblast.
Evropsky významná lokalita Rochus, jejíž území spadá do areálu Parku Rochus, byla zařazena do soustavy Natura 2000 v roce 2005 na základě výskytu evropsky významného druhu motýla bourovce trnkového (Eriogaster catax). Pro jeho ochranu byla po provedení důkladných terénních průzkumů vymezena centrální jádrová zóna, která bude sloužit pouze potřebám zachování a zlepšování podmínek jeho biotopu.